# 李勤 (1961年)
李勤（1961年—），上海人，汉族，中华人民共和国政治人物、第十二届全国人民代表大会河南地区代表。

## 生平
毕业于河南教育学院教育专业。加入中国民主建国会。担任三门峡职业技术学院副院长。2008年起担任全国人大代表。2013年，担任全国人大代表。2018年2月24日，当选为第十三届全国人大代表。